# Roberto Faria
Roberto Innocent Faria (Rio de Janeiro, 15 januari 2004) is een Braziliaans autocoureur. In 2022 was hij onderdeel van de Sauber Academy, het opleidingsprogramma van het Formule 1-team van Sauber.

## Carrière

### Karting
Faria begon zijn autosportcarrière in het karting op elfjarige leeftijd in zijn thuisland Brazilië. Enkele jaren later verhuisde hij naar Europa om deel te nemen aan competities. In 2017 kwam hij uit in de OKJ-categorie van het wereldkampioenschap karting. In 2018 reed hij voor het team KR Motorsport en reed hij in zowel het wereld- als het Europees kampioenschap.

### Formule 4
In 2019 stapte Faria over naar het formuleracing en debuteerde hij in het Brits Formule 4-kampioenschap, waarin hij voor het team Fortec Motorsports reed. Hij kende een redelijk debuutseizoen, waarin een vierde plaats op Silverstone zijn beste resultaat was. Met 99 punten werd hij elfde in de eindstand.
In 2020 reed Faria een tweede seizoen in de Britse Formule 4 bij Fortec. In het eerste weekend op Donington Park behaalde hij zijn eerste pole position en zijn eerste podiumfinish, en in het daaropvolgende weekend op Brands Hatch voegde hij hier nog een podiumfinish aan toe. Halverwege het seizoen verliet hij de klasse om deel te nemen aan het BRDC Britse Formule 3-kampioenschap, maar hij keerde wel terug voor de seizoensfinale op Brands Hatch. Met 106 punten verbeterde hij zichzelf naar de tiende plaats in het klassement, ondanks dat hij vier van de negen weekenden miste.

### Formule 3
Halverwege 2020 maakte Faria de overstap vanuit de Britse Formule 4 naar de BRDC Britse Formule 3, waarin hij zijn samenwerking met Fortec voortzette. Hij reed in vier van de zeven weekenden en behaalde in de seizoensfinale op Silverstone zijn eerste podiumplaats. Met 152 punten werd hij veertiende in het kampioenschap.
In 2021 begon Faria het seizoen in het Aziatische Formule 3-kampioenschap bij het team Motorscape. Hij kende een zwaar seizoen, waarin hij enkel met drie negende plaatsen (twee op het Yas Marina Circuit en een op het Dubai Autodrome) tot scoren wist te komen. Met 6 punten werd hij achttiende in het klassement. Vervolgens reed hij zijn eerste volledige seizoen in de BRDC Britse Formule 3, dat halverwege het seizoen de naam veranderde naar het GB3 Championship, en bleef hierin voor Fortec rijden. Gedurende het seizoen stond hij negen keer op het podium, inclusief zijn eerste overwinning op het Circuit de Spa-Francorchamps. Met 360 punten werd hij vijfde in het kampioenschap.
In 2022 bleef Faria actief in de GB3, maar stapte hierin wel over naar het team Carlin. Ook werd hij opgenomen in de Sauber Academy, het opleidingsprogramma van het Formule 1-team van Sauber, dat op dat moment als Alfa Romeo bekend stond. Hij behaalde zes podiumplaatsen: twee op zowel het Oulton Park Circuit als op Silverstone en een op Donington Park en Brands Hatch. Hoewel hij geen zeges behaalde, werd hij wel opnieuw vijfde in de eindstand, ditmaal met 316,5 punten.
In 2023 debuteerde Faria in het FIA Formule 3-kampioenschap bij het team PHM Racing by Charouz. Wel maakte hij geen deel meer uit van de Sauber Academy. Hij kende een zwaar seizoen, waarin een zeventiende plaats op Spa zijn beste resultaat was. Zodoende eindigde hij puntloos op plaats 31 in het klassement.